# Deng Yaping
Pour les articles homonymes, voir Deng.
Dans ce nom chinois, le nom de famille, Deng, précède le nom personnel Yaping.
Deng Yaping (sinogramme traditionnel : 鄧亞萍), née le 5 février 1973 à Zhengzhou dans la province du Henan, est une pongiste professionnelle chinoise.
Elle remporte six championnats du monde et quatre médailles aux Jeux olympiques entre 1989 et 1997. Elle est considérée comme l'une des plus grandes joueuses de l'histoire de ce sport.

## Biographie

### Enfance
Deng Yaping naît le 5 février 1973 à Zhengzhou dans la province du Henan.

### Carrière au ping-pong

#### Les débuts
Deng Yaping débute le ping-pong à l'âge de 5 ans.
A 9 ans, Deng Yaping gagne le championnat provincial junior, mais on lui refuse une place dans l'équipe provincial en raison de sa petite taille.
En 1988, à 13 ans, elle remporte le championnat national de ping-pong, mais n'est pas intégrée à l'équipe nationale qui lui reproche également sa petite taille (1,50m). Elle rejoint l'équipe nationale l'année suivante.

#### Championne du monde
Elle remporte six championnats du monde et quatre médailles aux Jeux olympiques entre 1989 et 1997. De 1990 à 1997, elle détient le titre de n°1 mondial en ping-pong féminin. Elle est considérée comme l'une des plus grandes joueuses de l'histoire de ce sport.
En 1992, aux Jeux Olympiques de Barcelone, elle remporte le double avec Qiao Hong à 16 ans, puis remporte le simple contre sa partenaire 3 sets à 1. Elle renouvelle l'exploit en 1996 aux Jeux Olympiques d'Atlanta. Elle s'impose aussi aux Championnats du monde de simple en 1989, 1991, 1995 et 1997 et en double en 1989, 1995 et 1997. En 1997, sa partenaire de double est Ying Yang exceptionnellement.

### Déléguée olympique, commentateur et entrepreneuse

#### Mouvement Olympique
A la fin de la saison 1997, à 24 ans, Deng Yaping se retire précocement de la compétition après avoir remporté le plus de titres de l'histoire du sport.
Elle participe activement au Mouvement olympique et en 1997 est membre de la commission des athlètes du Comité international Olympique. En 2001, elle rejoint la commission éthique, ou encore sport et environnement des Jeux. Par la suite, elle est déléguée officielle auprès du CIO pour appuyer la candidature de Beijing à l'organisation des Jeux de 2008.
En 2003, elle est élue athlète chinoise du siècle dénommé Temple de la renommée du tennis de table .

#### Reprise d'études et entrepreneuse
Deng Yaping est également membre de la Laureus World Sports Academy et de la Chinese People's Political Consultative Conference.
Elle obtient une licence à l'université Tsinghua, un master en études chinoises contemporaines de l'université de Nottingham en 2002 et un doctorat en économie à l'université de Cambridge (Jesus College) en 2008. Sa thèse s'intitule « Olympic branding and global competition: the case of the Beijing 2008 Olympic Games » et allie son expérience sportive et de management marketing.
Elle obtient également un doctorat honorifique en 2013 à l'university of Nottingham Ningbo China.
Elle est PDG de la société Jike Search, un moteur de recherche géré par l'Etat qui fait faillite en 2013.
En 2020, elle est commentatrice de la Coupe du monde des femmes.

## Renommée
- Une bourse pour les aspirants pongistes chinois est créée à son nom à l'université de Cambridge. En 2017, elle est attribuée à Jenny Haoyu Liu[2]

## Palmarès
- Jeux olympiques d'été de 1992 à Barcelone
  -  Tennis de table (Simple dames)
  -  Tennis de table (Double dames) avec Qiao Hong
- Jeux olympiques d'été de 1996 à Atlanta
  -  Tennis de table (Simple dames)
  -  Tennis de table (Double dames) avec Qiao Hong